# Viajando con Chester
Viajando con Chester és un programa de televisió produït per Mediaset España en col·laboració amb La Fàbrica de la Tele i emés setmanalment, els diumenges a les 21:30, per Cuatro. El format va estar conduït pel publicista Risto Mejide durant les tres primeres temporades fins que el dia 16 de febrer de 2015 va anunciar que abandonava el programa. El 26 del mateix mes, Cuatro anunciava que la nova conductora del programa seria la periodista Pepa Bueno.

## Format
Aquest és un programa d'entrevistes on asseguts en un chester, un tipus de sofà, el convidat en qüestió, se sotmet a les preguntes del conductor. Al final de cada entrevista el sofà es dedica i se signa pel convidat i el presentador, i és subhastat per una causa solidària a elecció de l'entrevistat. La plataforma de subhastes ha anat canviant amb els programes, encara que actualment utilitzen Ebay.
A cada programa es realitzen dues entrevistes, a exepció de l'entrevista a Pedro J. Ramírez que va ocupar dos programes diferents, i els especials Travelling with Chester i Frontera Catalana.

## Episodis
| Temporada | Temporada | Episodis | Estrena                | Final                  | Audiència   | Audiència | Audiència |
| Temporada | Temporada | Episodis | Estrena                | Final                  | Espectadors | Cuotes    |           |
| --------- | --------- | -------- | ---------------------- | ---------------------- | ----------- | --------- | --------- |
|           | 1         | 6        | 23 de febrer de 2014   | 6 de abril de 2014     | 1 503 000   | 7,2%      |           |
|           | 2         | 6        | 18 de maig de 2014     | 22 de juny de 2014     | 1 250 000   | 7,0%      |           |
|           | 3         | 14       | 21 de setembre de 2014 | 21 de desembre de 2014 | 1 849 000   | 9,2%      |           |
|           | 4         | ?        | 12 d'abril de 2015     | ?                      |             |           |           |

### Temporada 1
| Número | Convidats                                                        | Donació                               | Donació                                                                              | Data d'emissió       | Audiència (en milions) |
| Número | Convidats                                                        | 1r convidat                           | 2n convidat                                                                          | Data d'emissió       | Audiència (en milions) |
| 1      | Talante y Talento (José Luis Rodríguez Zapatero / Jorge Lorenzo) | Metges sense fronteres: 7,850 €       | Fundació Sandra Ibarra: 5,500 €                                                      | 23 de febrer de 2014 | 2.07 (9,5%)            |
| 2      | La voz y la voz (Miguel Ángel Revilla / Iñaki Gabilondo)         | Cuina econòmica de Santander: 4,550 € | Asión: 3,700 €                                                                       | 2 de març de 2014    | 1.80 (8,5%)            |
| 3      | Ovejas Descarriadas (Cristina Cifuentes / Sor Lucía Caram)       | Fundació Padre Garralda: 3,000 €      | Fundació Rosa Oriol: 4,050 €                                                         | 9 de març de 2014    | 1.47 (7%)              |
| 4      | Exiliados (Loquillo / Iñaki Anasagasti)                          | Carumanda: 7,300 €                    | Agrupació de familiars pro exhumació de republicans del Valle de los Caídos: 2,751 € | 16 de març de 2014   | 1.38 (6,6%)            |
| 5      | Perdiendo el juicio (Rosa Rodero / Elpidio José Silva Pacheco)   | Aserfavite: 2,650 €                   | Red contra la corrupción: 800 €                                                      | 30 de març de 2014   | 1.01 (4,9%)            |
| 6      | ¿Sí se puede? (Oriol Junqueras / Ada Colau)                      | Fundació Iris:                        | Plataforma d'afectats per la hipoteca: 1,610 €                                       | 6 d'abril de 2014    | 1.27 (6,6%)            |

### Temporada 2
| Número | Convidats                                                                             | Donació                                           | Donació                 | Data d'emissió     | Audiència (en milions) |
| Número | Convidats                                                                             | 1r convidat                                       | 2n convidat             | Data d'emissió     | Audiència (en milions) |
| 7      | Supervivientes (Luis del Olmo / Pedro J. Ramírez (I)                                  | Projecte home de El Bierzo:                       | -                       | 18 de maig de 2014 | 1.28 (6,8%)            |
| 8      | Valor y precio (Pedro J.Ramírez (II) / Pau Gasol)                                     | Associació espanyola de neurofibromatosi: 4,250 € | Fundació Gasol: 9,950 € | 25 de maig de 2014 | 1.17 (5,9%)            |
| 9      | Forma y fondo (David Muñoz / Rossy de Palma)                                          | Un inicio para todos: 4,220 €                     | Orfanit Africa:         | 1 de juny de 2014  | 1.15 (6,1%)            |
| 10     | Pasión o razón (José Antonio Camacho / Luis Rojas Marcos)                             | ACIFAD:                                           | ADANA:                  | 8 de juny de 2014  | 0.97 (5,5%)            |
| 11     | Las Ventas (Francisco Marhuenda / Toni Segarra)                                       | Mensajeros de la paz:                             | Càritas:                | 15 de juny de 2014 | 1.37 (7,8%)            |
| 12     | Travelling with Chester (Entrevistes a diversos ciutadans de Gibraltar i de La linea) | 4,000 €                                           | 4,000 €                 | 22 de juny de 2014 | 1.57 (9,9%)            |

### Temporada 3
| Número | Convidats                                                                                   | Donació                                               | Donació                                                   | Data d'emissió         | Audiència (en milions) |
| Número | Convidats                                                                                   | 1r convidat                                           | 2n convidat                                               | Data d'emissió         | Audiència (en milions) |
| 13     | Con el pie izquierdo (Pedro Sánchez / Joaquín Sabina)                                       | Pedrera del Estudiantes: 2,600 €                      | Apadrina2: 3,150 €                                        | 21 de setembre de 2014 | 1.88 (10,4%)           |
| 14     | Querer es poder (Pablo Iglesias / Pedro García Aguado)                                      | Associació de veins de Fontarrón: 5,450 €             | Associació Hermano Mayor: 2,900 €                         | 28 de setembre de 2014 | 2.82 (14,5%)           |
| 15     | Ganar perdiendo (Rosa Díez / Enhamed Enhamed)                                               | Associació per les dones afganes: 1,550 €             | Associació Voluntas: 1,850 €                              | 5 d'octubre de 2014    | 1.73 (8,9%)            |
| 16     | Padrinos, padres y padrastros (Arantza Quiroga / José Antonio Marina)                       | Banc dels Aliments de Guipuzkoa: 1,600 €              | Karibu: 2,200 €                                           | 12 d'octubre de 2014   | 1.13 (6,2%)            |
| 17     | Marujas al poder (Jorge Javier Vázquez / Celia Villalobos)                                  | Associació Baas Galgo: 1,550 €                        | Girasoles de Ara: 1,900 €                                 | 19 d'octubre de 2014   | 1.96 (9,7%)            |
| 18     | Barras y estrellas (Josep-Lluís Carod-Rovira / Martín Berasategui)                          | Fundació Bonanit: 1,400 €                             | Projecte Home: 5,200 €                                    | 26 d'octubre de 2014   | 1.27 (6,2%)            |
| 19     | Cara o cruz (Bertín Osborne / Albert Rivera)                                                | Fundació Bertín Osborne: 3,250 €                      | AECC: 4,500 €                                             | 2 de novembre de 2014  | 2.35 (11,2%)           |
| 20     | Frontera catalana (Entrevistes a diversos ciutadans que viuen prop de la frontera catalana) | 1.700 €                                               | 1.700 €                                                   | 9 de novembre de 2014  | 1.44 (6,9%)            |
| 21     | A toro pasado (Francisco Rivera Ordóñez / María Belón)                                      | Fundació Yo Niño: 5,150 €                             | Metges sense fronteres: 10,000 €                          | 16 de novembre de 2014 | 2.76 (12,8%)           |
| 22     | Ni te cases ni te embarques (Melendi /Alberto Garzón)                                       | Aenilce: 4,650 €                                      | Fundació Cudeca: 3,000 €                                  | 23 de novembre de 2014 | 2.11 (9,9%)            |
| 23     | Poderoso caballero (Johan Cruyff / Leopoldo Fernández Pujals)                               | Fundació Johan Cruyff: 8,100 €                        | Federació espanyola del Banc d'Aliments: 3,550 €          | 30 de novembre de 2014 | 1.51 (7,5%)            |
| 24     | Darle su merecido (Lolita Flores /Alberto San Juan)                                         | Federació espanyola del Banc d'Aliments: 6,900 €      | Cooperativa Cultural Teatro del Barrio: 1,639 €           | 7 de desembre de 2014  | 1.63 (8,9%)            |
| 25     | Luces y sombras (Luz Casal / Cándido Méndez)                                                | Institut universitari d'oncología d'Astúries: 2,950 € | Institut sindical de cooperació al desenvolupament: 814 € | 14 de desembre de 2014 | 1.36 (6,5%)            |
| 26     | Goodbye Chester (Marta Sánchez / El Langui)                                                 | AECC: 3,550 €                                         | Nosotros podemos despertar: 1,920 €                       | 21 de desembre de 2014 | 1.92 (9,5%)            |

### Temporada 4
| Número | Convidats                                                       | Donació                          | Donació                                            | Data d'emissió     | Audiència (en milions) |
| Número | Convidats                                                       | 1r convidat                      | 2n convidat                                        | Data d'emissió     | Audiència (en milions) |
| ------ | --------------------------------------------------------------- | -------------------------------- | -------------------------------------------------- | ------------------ | ---------------------- |
| 27     | Cola de león, cabeza de ratón (Felipe González / José Coronado) | Fundació Josep Carreras: 3,550 € | Ayuda en acción: 1,640 €                           | 12 d'abril de 2015 | 1.48 (7,5%)            |
| 28     | Míralos, míralos (Willy Toledo/ Ana Belén i Víctor Manuel )     | Ferrocarril Clandestino: 1,770 € | Fundació Padre Angel, mesajeros de la paz: 4,000 € | 19 d'abril de 2015 | 1.11 (5,6%)            |
| 29     | El club de la lucha (Fernando Tejero/ Pablo Pineda)             | Fundació Pequeño Deseo: 1,520 €  | Fundació Adecco: 2,950 €                           | 26 d'abril de 2015 | 1.47 (7,5%)            |
| 30     | Desde las estrellas (Pedro Duque/ Amaya Valdemoro)              | Ayuda en acción:                 | Fundació Casa Espanya:                             | 3 de maig de 2015  | 0.84 (4,5%)            |
| 31     | Especial amb Pablo Iglesias i Albert Rivera                     |                                  |                                                    | 10 de maig de 2015 |                        |

## Cultura popular
El programa fa servir música durant les entrevistes. Aquesta banda sonora està disponible al Spotify sota el nom de Viajando con Chester.